# Бака (приток Туратки)
Бака — река в России, протекает в Кувандыкском районе Оренбургской области и к границе Кувандыкского района, где впадает в Туратку. У реки отсутствуют притоки подписанные на картах. Участок выше отметки 363 метра над уровнем моря является пересыхающим.

## Данные водного реестра
По данным государственного водного реестра России относится к Уральскому бассейновому округу, водохозяйственный участок реки — Урал от Магнитогорского гидроузла до Ириклинского гидроузла. Речной бассейн реки — Урал (российская часть бассейна).
Код объекта в государственном водном реестре — 12010000312112200002899.

## Топографические карты
- Лист карты M-40-9 Бурибай. Масштаб: 1 : 100 000. Состояние местности на 1972 год. Издание 1983 г.
- Лист карты M-40-8 Ивановка. Масштаб: 1 : 100 000. Состояние местности на 1973 год. Издание 1983 г.